# Harry Panayiotou
Pour les articles homonymes, voir Panayiotou.
Harrison Andreas Panayiotou, né le 28 octobre 1994 à Leicester en Angleterre, est un footballeur international christophien qui joue au poste d'attaquant. Il évolue actuellement au sein du Livingston FC.

## Biographie

### Carrière en club
Harry Panayiotou dispute son premier match professionnel le 28 avril 2012 face à Leeds United, lors d'une rencontre de Championship (D2 anglaise). À cette occasion, il inscrit son premier but en pro.

### Carrière en équipe nationale
International christophien, Panayiotou compte dix-huit sélections (dix buts marqués). Il a notamment disputé avec son pays les éliminatoires du mondial 2018 où il s'est distingué, le 26 mars 2015, en inscrivant un triplé face aux Îles Turques-et-Caïques.

#### Buts en sélection
| Buts en sélection d'Harry Panayiotou | Buts en sélection d'Harry Panayiotou | Buts en sélection d'Harry Panayiotou                             | Buts en sélection d'Harry Panayiotou | Buts en sélection d'Harry Panayiotou | Buts en sélection d'Harry Panayiotou | Buts en sélection d'Harry Panayiotou |
|                                      | Date                                 | Lieu                                                             | Adversaire                           | Score                                | Résultat                             | Compétition                          |
| ------------------------------------ | ------------------------------------ | ---------------------------------------------------------------- | ------------------------------------ | ------------------------------------ | ------------------------------------ | ------------------------------------ |
| 1.                                   | 8 octobre 2014                       | Stade Sylvio-Cator, Port-au-Prince (Haïti)                       | Barbade                              | 2-3                                  | 2-3                                  | QCAR 2014                            |
| 2.                                   | 26 mars 2015                         | TCIFA National Academy, Providenciales (Îles Turques-et-Caïques) | Îles Turques-et-Caïques              | 3-2                                  | 6-2                                  | QCM 2018                             |
| 3.                                   | 26 mars 2015                         | TCIFA National Academy, Providenciales (Îles Turques-et-Caïques) | Îles Turques-et-Caïques              | 4-2                                  | 6-2                                  | QCM 2018                             |
| 4.                                   | 26 mars 2015                         | TCIFA National Academy, Providenciales (Îles Turques-et-Caïques) | Îles Turques-et-Caïques              | 5-2                                  | 6-2                                  | QCM 2018                             |
| 5.                                   | 26 mars 2006                         | Trinidad Stadion, Oranjestad (Aruba)                             | Aruba                                | 1-0                                  | 2-0                                  | QCAR 2017                            |
| 6.                                   | 29 mars 2016                         | Warner Park Stadium, Basseterre (Saint-Christophe-et-Niévès)     | Antigua-et-Barbuda                   | 1-0                                  | 1-0                                  | QCAR 2017                            |
| 7.                                   | 1er juin 2016                        | Warner Park Stadium, Basseterre (Saint-Christophe-et-Niévès)     | Suriname                             | 1-0                                  | 1-0                                  | QCAR 2017                            |
| 8.                                   | 9 septembre 2018                     | Warner Park Stadium, Basseterre (Saint-Christophe-et-Niévès)     | Porto Rico                           | 1-0                                  | 1-0                                  | QGC 2019                             |
| 9.                                   | 14 octobre 2018                      | Raymond E. Guishard Technical Centre, The Valley (Anguilla)      | Saint-Martin                         | 4-0                                  | 10-0                                 | QGC 2019                             |
| 10.                                  | 14 octobre 2018                      | Raymond E. Guishard Technical Centre, The Valley (Anguilla)      | Saint-Martin                         | 9-0                                  | 10-0                                 | QGC 2019                             |

NB : Les scores sont affichés sans tenir compte du sens conventionnel en cas de match à l'extérieur (St. Kitts-et-Nevis / Adversaire).